# كينجي يوشيدا (مخرج)
كينجي يوشيدا (باليابانية: 吉田健二؛ بالكانا: よしだ けんじ) هو منتج أفلام ومخرج ياباني، ولد في 1935 في كيوتو في اليابان، وتوفي في 3 مايو 2003.

## وصلات خارجية
- كينجي يوشيدا على موقع قاعدة بيانات الفيلم (الإنجليزية)